# Брил (Баден)
Брил (њем. Brühl) општина је у њемачкој савезној држави Баден-Виртемберг. Једно је од 54 општинска средишта округа Рајн-Некар. Према процјени из 2010. у општини је живјело 14.233 становника. Посједује регионалну шифру (AGS) 8226009.

## Географски и демографски подаци
Брил се налази у савезној држави Баден-Виртемберг у округу Рајн-Некар. Општина се налази на надморској висини од 102 метра. Површина општине износи 10,2 km². У самом мјесту је, према процјени из 2010. године, живјело 14.233 становника. Просјечна густина становништва износи 1.397 становника/km².